# Grupa

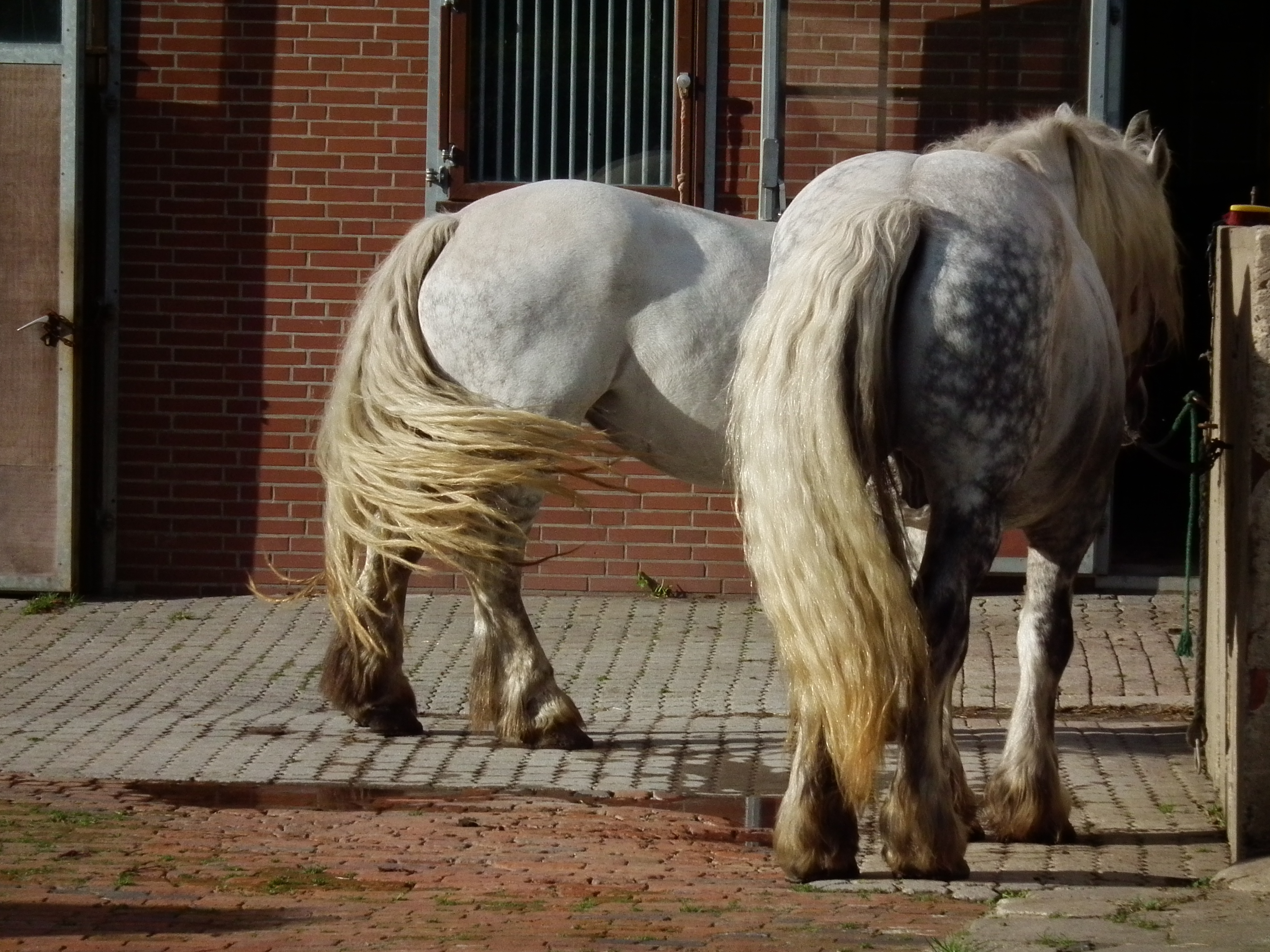
Grupas de caballo

Se llama grupa o ancas a la parte posterior y superior del cuarto trasero del caballo. 
Comprende las ancas o caderas, los cuadriles, la parte superior de las nalgas y el maslo de la cola. Se dice que es necesario que un caballo, cuando forma las vueltas, tenga las espaldas opuestas a la grupa y han querido decir en esto que cuando el caballo camina de costado o de dos pistas, deben trazar una o seguir un mismo camino las espaldas del animal, mientras que, sin atravesarse, forma otro camino u otra pista distinta su grupa. Este modo de hablar no es en realidad razonable ni justo, porque entonces las espaldas no van opuestas en línea recta a la grupa visto que la mitad de las espaldas camina hacia la parte de afuera y antes de la grupa que se aproxima hacia el centro del círculo, plegando un poco el caballo su cuello y mirando dentro de la vuelta. 

## Expresiones relacionadas
- Ganar la grupa, se dice cuando un caballero se halla a caballo enfrente de otro y forma una media vuelta para cogerle por las espaldas. En un combate conviene hacer la media pirueta en el fin de la pasada para ganar la grupa al caballo del contrario pero sin que la grupa del caballo propio se desordene ni desarregle. Se hace uso de esta expresión para las vueltas y para el galope y así,  se dice, sin que el caballo se atraviese, sin que la grupa salga de la vuelta o de la pista del galope.
- Siempre que el caballo tiene los muslos carnosos y proporcionados a su redondez de la grupa que debe ser ancha y redonda en el animal, se dice tener buenas entrepiernas y malas, cuando esta proporción no se halla desde luego en él.